# Johnny Hartman
John Maurice Hartman - (Chicago, Illinois, 3 de julho de 1923 - Nova Iorque, Nova Iorque, 15 de setembro de 1983) foi um cantor de jazz barítono que é lembrado por suas performances suaves de baladas de jazz, também é bastante conhecido por seu trabalho com o saxofonista John Coltrane no álbum de 1963 John Coltrane and Johnny Hartman e Lush Life que foi nomeado ao Grammy Hall of Fame em 2000. A discografia de Hartman inclui ainda gravações com Earl Hines, a big band de Dizzy Gillespie entre outros álbuns sob seu nome em diversos selos de gravação.
Ele foi introduzido postumamente ao Big Band Jazz Hall of fame em 1986. Ficou conhecido também quando o diretor e fã de jazz Clint Eastwood escolheu algumas de suas músicas para  a trilha sonora de seu filme As Pontes de Madison County.